# Hyalonema pedunculatum
Hyalonema pedunculatum är en svampdjursart som beskrevs av Wilson 1904. Hyalonema pedunculatum ingår i släktet Hyalonema och familjen Hyalonematidae. Inga underarter finns listade i Catalogue of Life.